# Tell Me (You’re Coming Back)
Tell Me (You’re Coming Back) ist ein 1964 erschienenes Lied, das Mick Jagger und Keith Richards für ihre Band The Rolling Stones schrieben. Dessen Refrain lautet „You gotta tell me you’re coming back to me“.

## Entstehung
Tell Me war nach Not Fade Away, das am 21. Februar 1964 in Großbritannien und am 6. März 1964 in den USA erschienen war, die zweite Single der Band, die in den Vereinigten Staaten veröffentlicht wurde. Sie wurde am 24. oder 25. Februar in den Londoner Regent Sound Studios aufgenommen und am 13. Juni 1964 erstmals als Single veröffentlicht.
Tell Me („Sag mir“) war der erste Song, der als Jagger/Richards-Komposition als Single erschien; er war stark von den Beatles und dem einsetzenden britischen Beatboom beeinflusst. Der US-amerikanische Hörermarkt war eher den Sound des Mersey Beat, wie von Dave Clark Five oder The Searchers gewöhnt. „Tell Me war ein früher Hinweis, dass das neue (Songwriter-)Team Jagger/Richards durchaus Lieder schreiben konnte, die ihre Gegenwart einfingen. Es war nur ein erster Schritt für die Glimmer Twins, doch die zwar unspektakuläre, aber angenehme Popmelodie des Songs untergrub bereits ansatzweise die Dominanz von Brian Jones.“ Mick Jagger äußerte sich später 1995 gegenüber der Zeitschrift Rolling Stone: „Es ist ein richtiger Pop-Song, ganz anders als all die Blues-Songs und Motown-Coverversionen, die wir damals alle gemacht haben.“ Weitere Balladen-Kompositionen dieser Zeit wie As Tears Go By und That Girl Belongs to Yesterday waren eine wichtige Grundlage für den melodischen Pop, den die Band Mitte der 1960er-Jahre spielen sollte, wie Lady Jane, Backstreet Girl und Ruby Tuesday 1966/67.
Als Titel der B-Seite erschien die Blues-Komposition I Just Want to Make Love to You von Willie Dixon, die sich – wie auch Tell Me – auf dem ersten Album The Rolling Stones befand. Die Single (erschienen auf London 45-9682) war eine der ersten, die mit einem farbigen Cover ausgestattet wurde, was sonst nur bei EPs üblich war. Auf dem Cover wurde das „want to“ der B-Seite zu „wanna“ verkürzt; auf dem Etikett der Schallplatte war es ausgeschrieben.

## Musiker
- Mick Jagger: Lead-Gesang
- Keith Richards: Gitarre, Backgroundgesang
- Brian Jones: Gitarre, Tambourin, Backgroundgesang
- Bill Wyman: Bass, Backgroundgesang
- Charlie Watts: Schlagzeug
- Ian Stewart: Klavier

## Coverversionen
Nach Aussage von Bill Wyman sind nur zwei Coverversionen des Songs bekannt – die der Band The Termites von Februar 1965 (die allerdings floppte) und die der US-Punkband The Dead Boys auf deren Album We Have Come for Your Children von 1978.

## Charts und Chartplatzierungen
USA
höchste Platzierung: Platz 24 der Billboard-Charts